# Forcipomyia unituberculata
Forcipomyia unituberculata är en tvåvingeart som beskrevs av Tokunaga 1959. Forcipomyia unituberculata ingår i släktet Forcipomyia och familjen svidknott. Inga underarter finns listade i Catalogue of Life.